# Rudolfijnse tafels

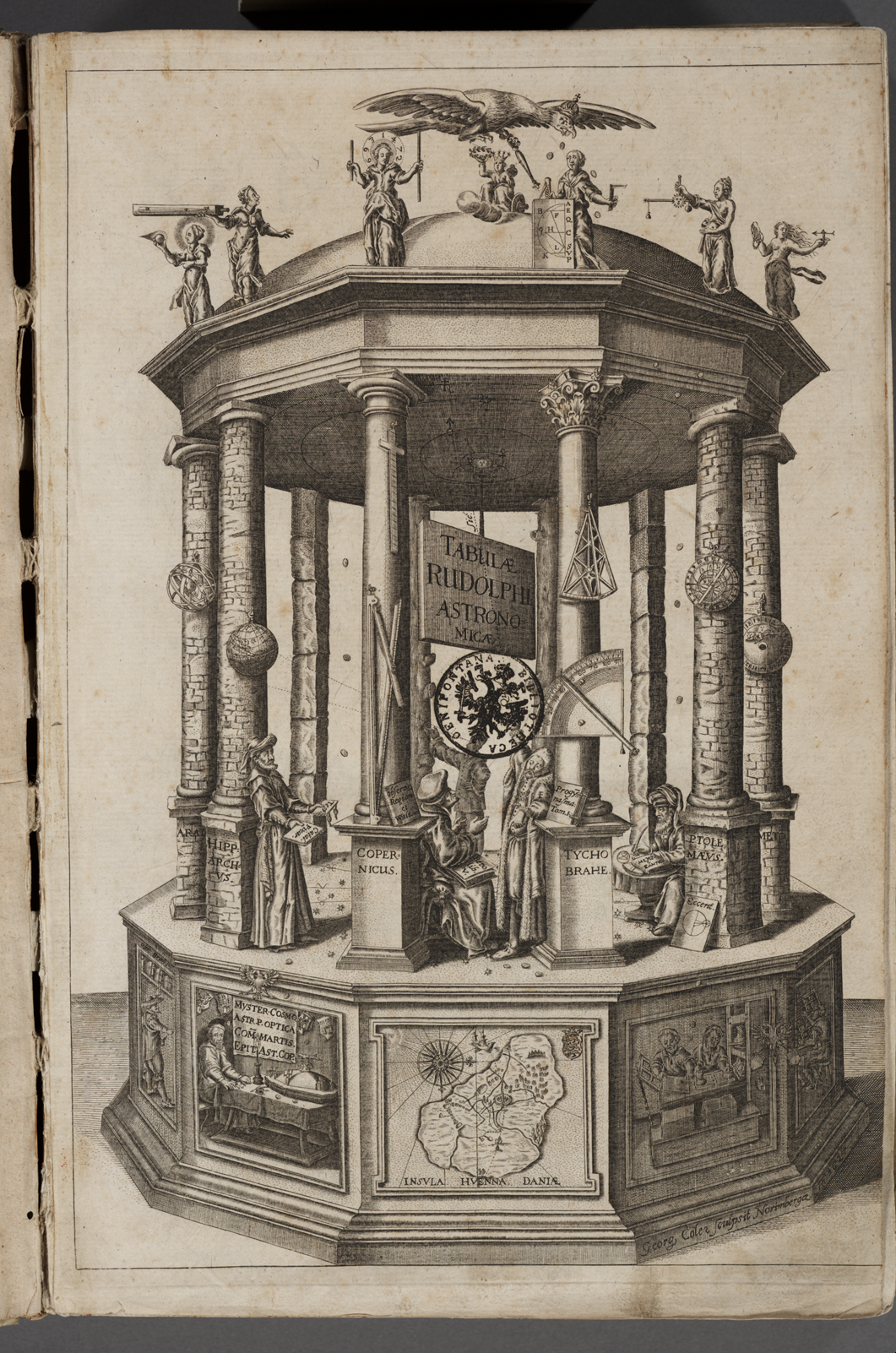
De frontispice van de Tabulae Rudolphinae, quibus astronomicae...

De Rudolfijnse tafels zijn tabellen uit 1627, genoemd naar keizer Rudolf II en ontworpen door Johannes Kepler, die dienden om de banen en de posities van de planeten nauwkeuriger te berekenen.
Deze tabellen waren gebaseerd op het Copernikaanse model van het zonnestelsel. Dit model bestond natuurlijk al, maar die van Kepler was preciezer voor het maken van berekeningen dan de modellen van zowel Tycho Brahe, de leermeester van Kepler, en die van Copernicus. Aan deze tabellen werd al langer gewerkt door Brahe, maar toch was het Kepler die ze in 1627 uitbracht gebaseerd op de nauwkeurige waarnemingen van Brahe.
Origineel was het plan om ze in het jaar 1626 uit te brengen, maar na de verwoesting van zijn uitgeverij in de Oostenrijkse stad Linz trok hij naar het Duitse Ulm om ze daar te publiceren.